# 강현석
강현석(姜賢錫, 1952년 12월 6일 ~ )은 대한민국의 정치인이다. 제6·7대 고양시장을 역임했다. 1952년 경상북도 의성군에서 출생했으며, 대륜고등학교와 고려대학교 문과대학 국어국문과, 한국항공대학교 경영대학원 경영학 석사과정을 졸업했다. 

## 학력
- 다인국민학교 졸업
- 안동중학교 졸업
- 대륜고등학교 졸업
- 고려대학교 국문학 학사
- 한국항공대학교 대학원 경영학 석사

## 역대 선거 결과
|  | 46.93% |

|  | 66.15% |

|  | 45.55% |

|  | 46.09% |

|  | 45.73% |